# 聖ラウレンティウス (スルバラン)
『聖ラウレンティウス』（せいラウレンティウス、露: Святой Лаврентий, 英: Saint Lawrence）は、スペインのバロック絵画の巨匠フランシスコ・デ・スルバランが1636-1639年にキャンバス上に油彩で制作した絵画である。おそらくボローニャの大司教であったガブリエーレ・パレオッティ枢機卿、あるいはサン・ホセ (San José) 修道院によりに委嘱された作品である。ある修道士がスルバランのために本作のモデルを務めたことが知られている。スペインから組織的に美術品を略奪したフランスの将軍ニコラ＝ジャン・ド・デュ・スールトのコレクションの売り立てで購入され、1852年以来サンクトペテルブルクのエルミタージュ美術館に所蔵されている。

## 作品
スペインに生まれた聖ラウレンティウスは、初期キリスト教弾圧時代のローマで助祭を務めた。本作で、彼は自身の殉教時に使用された焼き網を持ち、豪華なダルマティカを身に着けており、殉教者と助祭としての地位を示している。ダルマティカは、聖ラウレンティウスの人物像にピラミッド型の輪郭と身体的な尊厳を付与している。
ダルマティカには聖パウロの姿が刺繍され、聖ラウレンティウスが聖パウロの異邦人に布教する使命を引き継いだことが強調されている。聖ラウレンティウスの左手首の上には、腕帛 (わんぱく、司祭の左腕に掛ける飾り帯)  が掛けられており、ゲツセマネで逮捕されたイエス・キリストに掛けられた鎖を象徴している。聖ラウレンティウスは焼き網を力強く握りしめ、天を仰いでいる。彼の頭部には光輪が描かれていないが、上方に向けられている顔は天から降り注ぐ光によって照らされている。右手のポーズにうかがえる彼の悲愴感は、今から死地に赴くことを示唆しているのであろうか。
背景にある異教徒の寺院と緑の木々は、それぞれ異教の古代ローマの終焉とキリストの復活を象徴している。地平線が低いために、背景は鑑賞者の前に大きく浮かび上がってくるようである。大空と広大な風景は、スルバランが本作を制作した前年の1635年にマドリードに滞在して、王室コレクションに学んだ成果である。この作品は画家円熟期の画業を示している。